# Oxytropis alavae
Oxytropis alavae är en ärtväxtart som beskrevs av Karl Heinz Rechinger. Oxytropis alavae ingår i släktet klovedlar, och familjen ärtväxter. Inga underarter finns listade i Catalogue of Life.